# Environnement aux Pays-Bas
L'environnement aux Pays-Bas est l'environnement (ensemble des éléments - biotiques ou abiotiques - qui entourent un individu ou une espèce et dont certains contribuent directement à subvenir à ses besoins) du pays Pays-Bas.
L'agriculture est pratiquée de manière intensive et en partie hors-sol. Une part importante (7 %) de la surface agricole est consacrée à la culture de fleurs, avec un usage important de pesticides.
Aux Pays-Bas, une majorité de la population et 2/3 de l'activité économique sont exposés au risque de submersion ou d'inondation, ce risque étant aggravé par le dérèglement climatique. Pour autant, les émissions de gaz à effet de serre liées à l'énergie par habitant aux Pays-Bas sont parmi les plus élevées en Europe en 2022.

## Biodiversité

### Écosystèmes, faune et flore

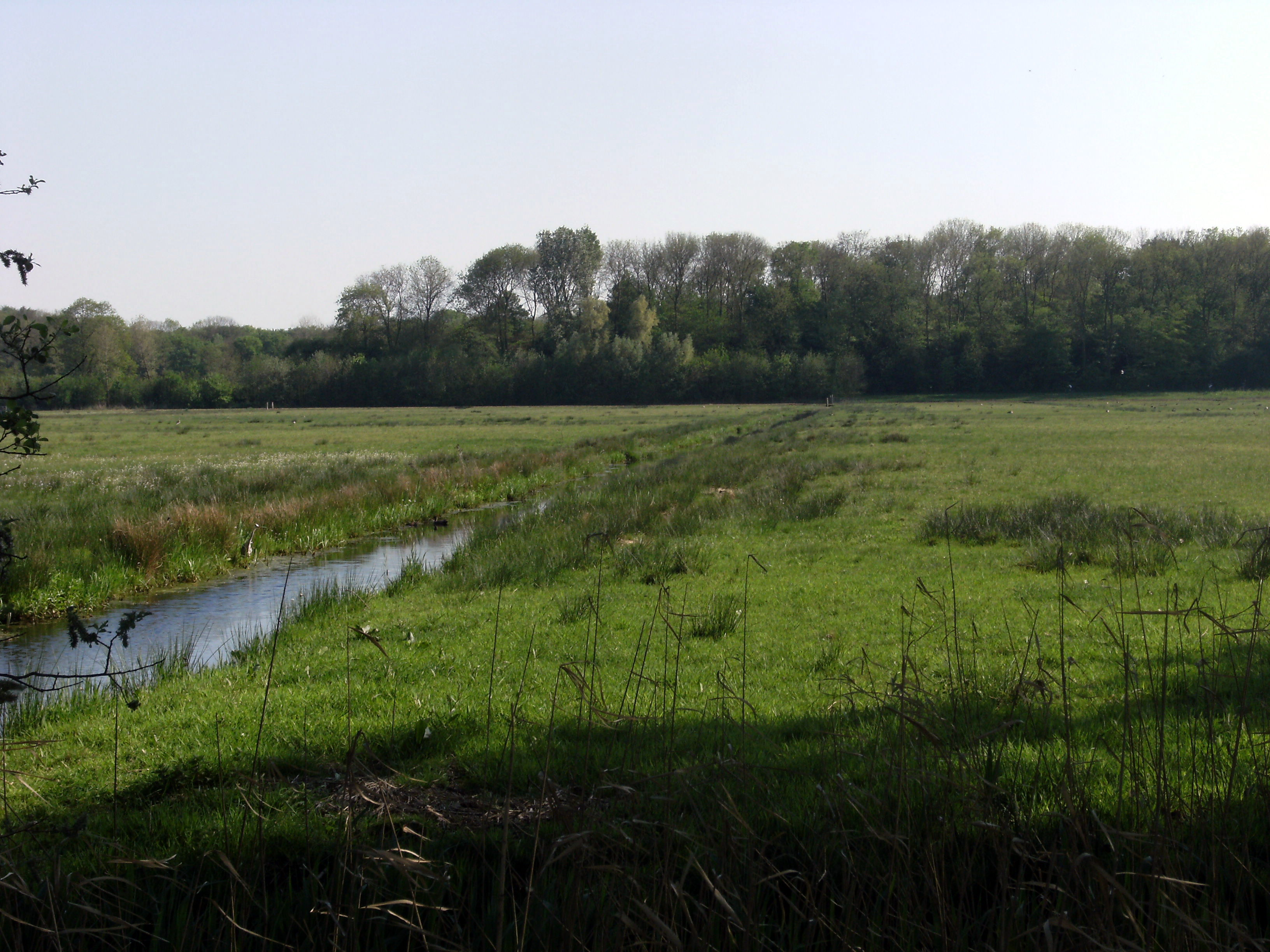
Canal non-navigable de l'Amsterdamse Bos.

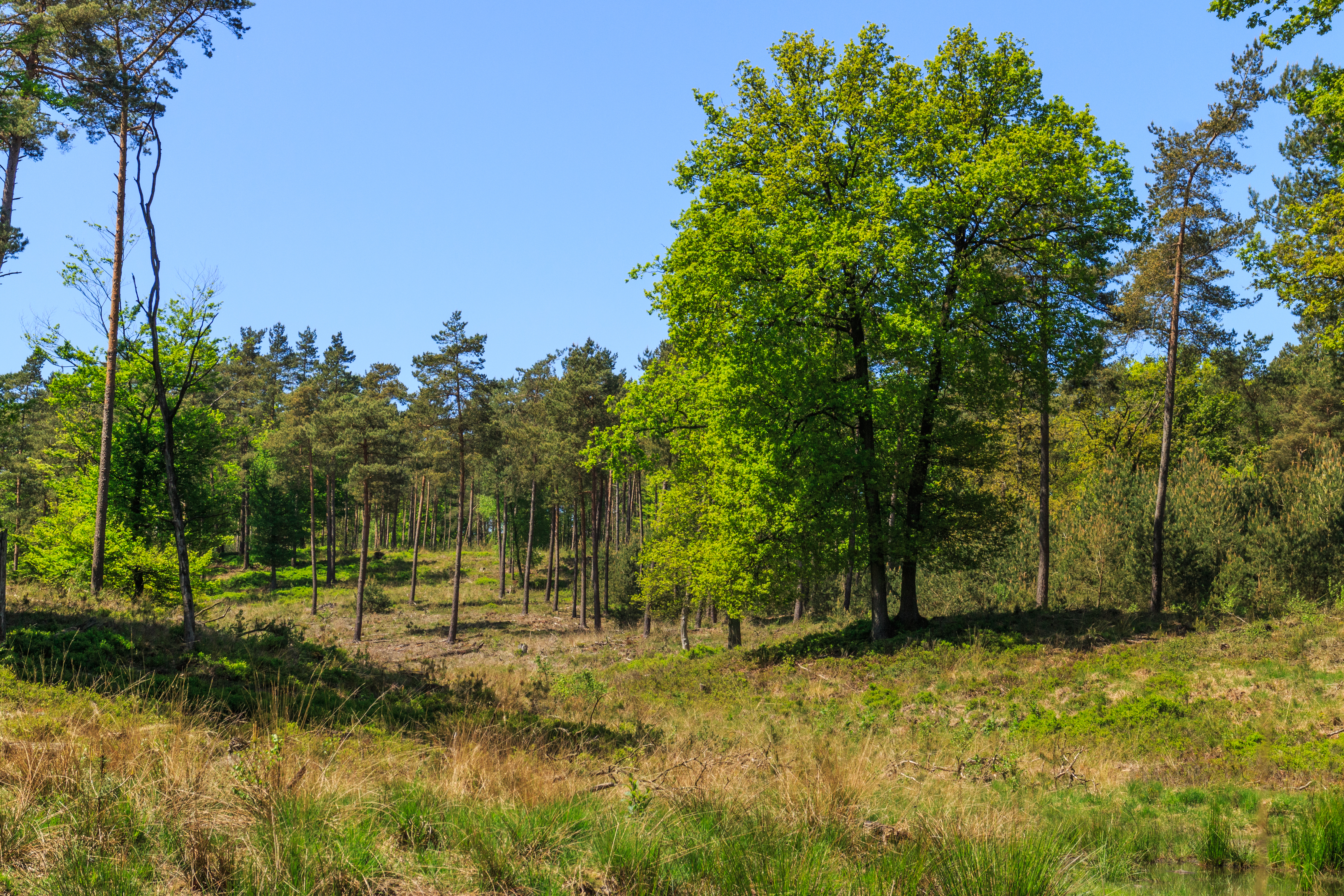
Landes arborées dans le Veluwe, en été.

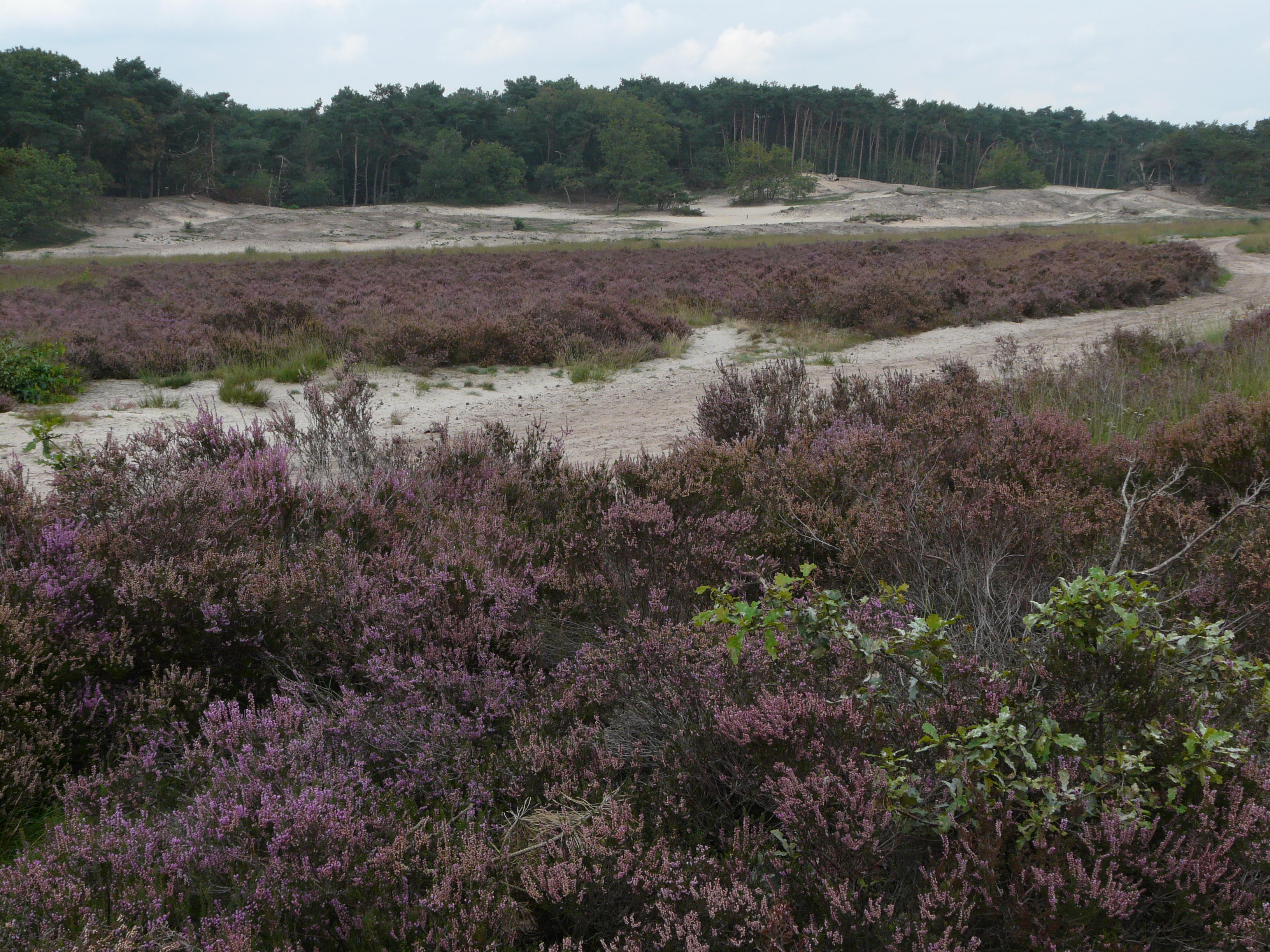
Dunes, petite végétation et forêt dense dans le Brabant-Septentrional.

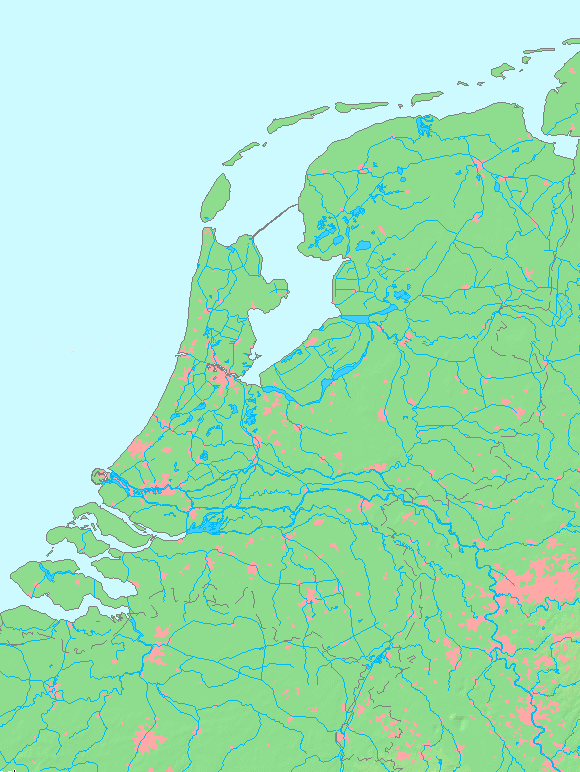
Carte des Pays-Bas hydrauliques.

L'altitude moyenne des Pays-Bas est très faible : un quart du territoire est situé sous le niveau de la mer du Nord, qui le baigne à l'ouest et au nord. Les paysages néerlandais typiques sont par ailleurs constitués de « larges rivières coulant paisiblement à travers des plaines sans fin », selon le poète Hendrik Marsman. Les canaux sont nombreux, ainsi que les zones humides.
Le pays est un site important pour les oiseaux européens, qu'ils soient migrateurs, marins, aquatiques ou oiseau limicoles : oies, bernaches... De même pour les mammifères type loutres, castors, etc.
La biomasse des insectes volants aurait chuté de 75 % depuis les années 1990.

### Zones protégées

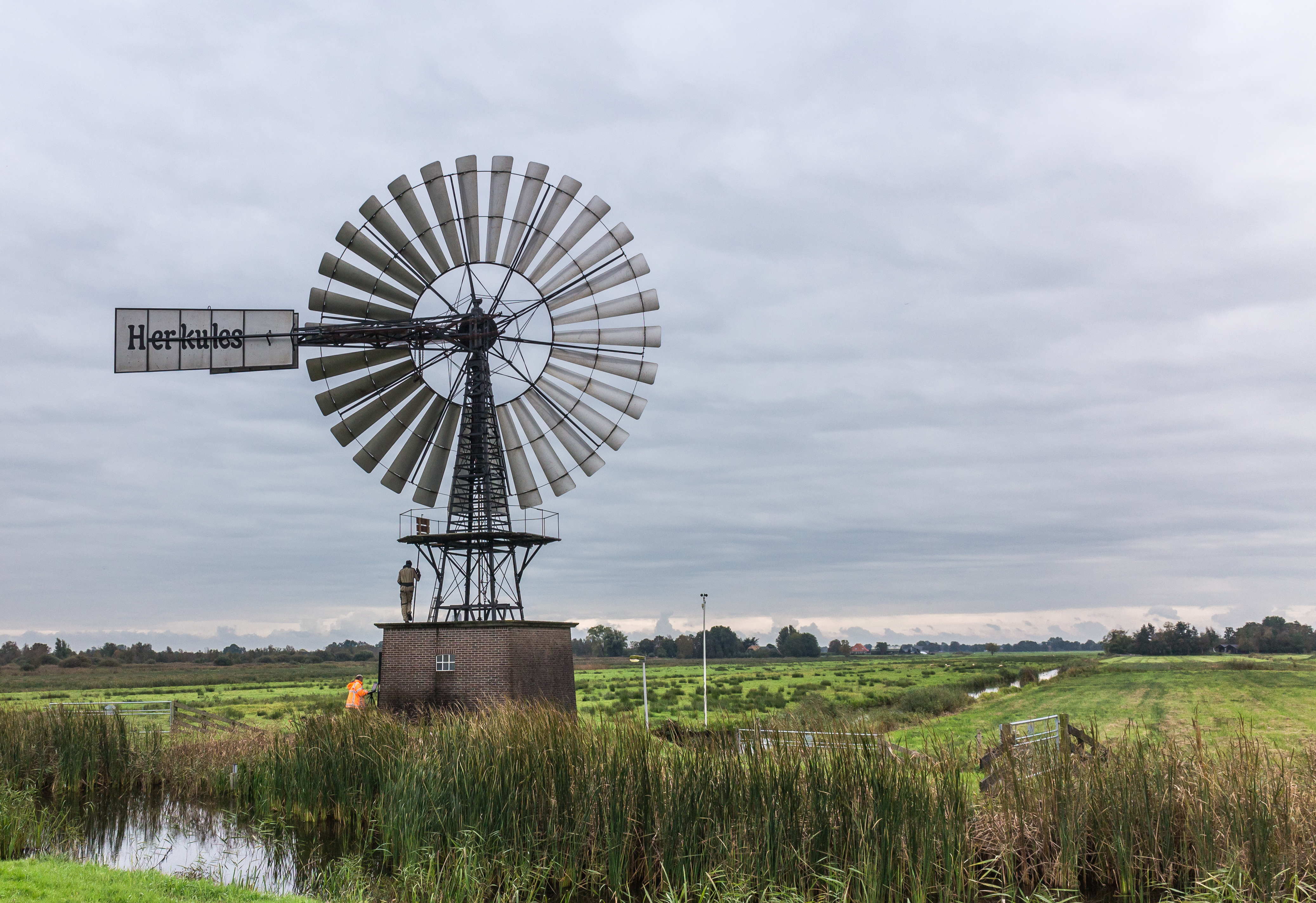
Environnement dans la réserve naturelle de Petgatten De Feanhoop. Éolienne construite par des Allemands en 1926. Photo octobre 2020.

8 % du territoire est protégé au niveau national,.

## Impacts sur les milieux naturels

### Activités humaines

#### Agriculture

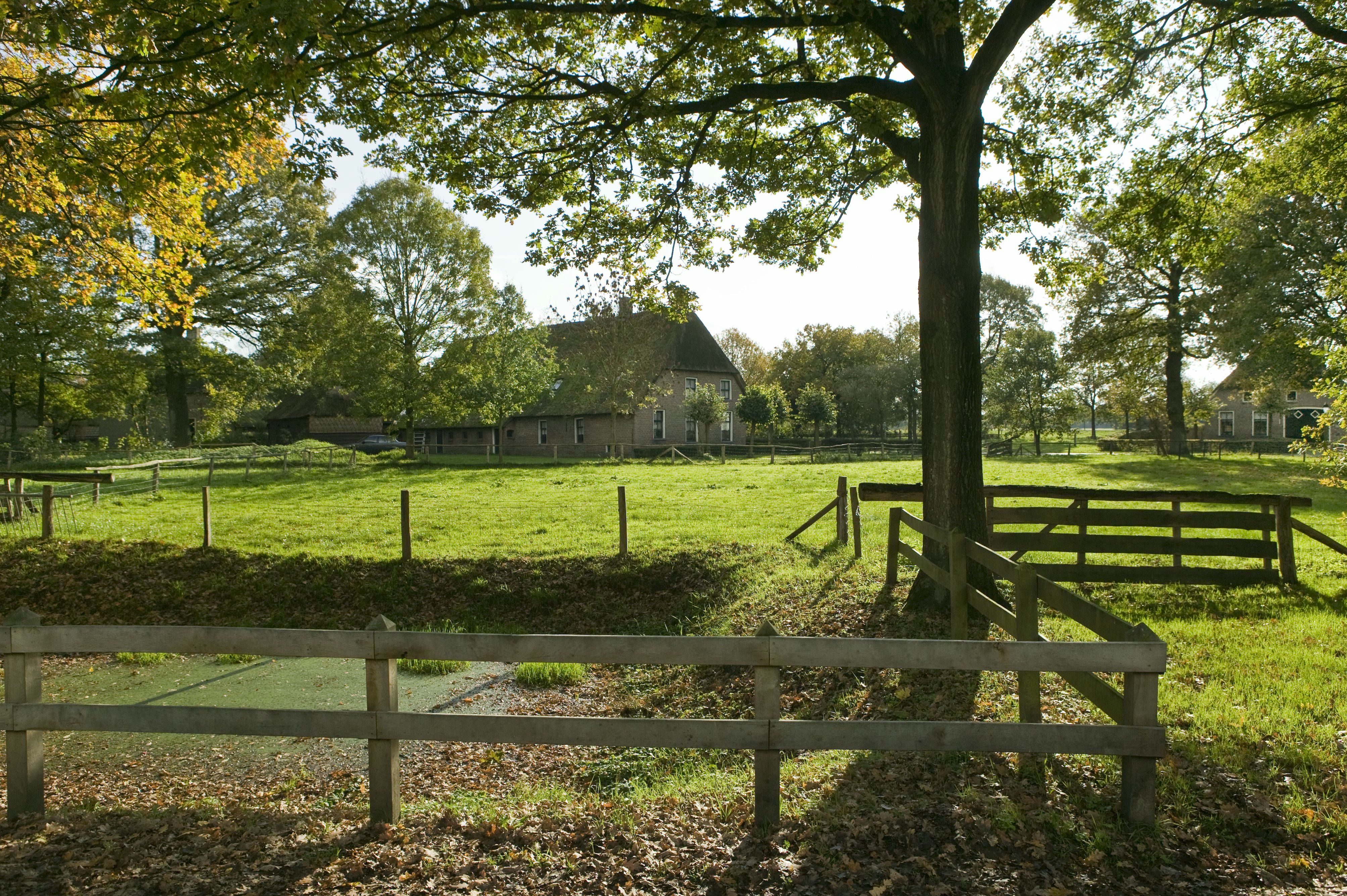
Une ferme néerlandaise typique.

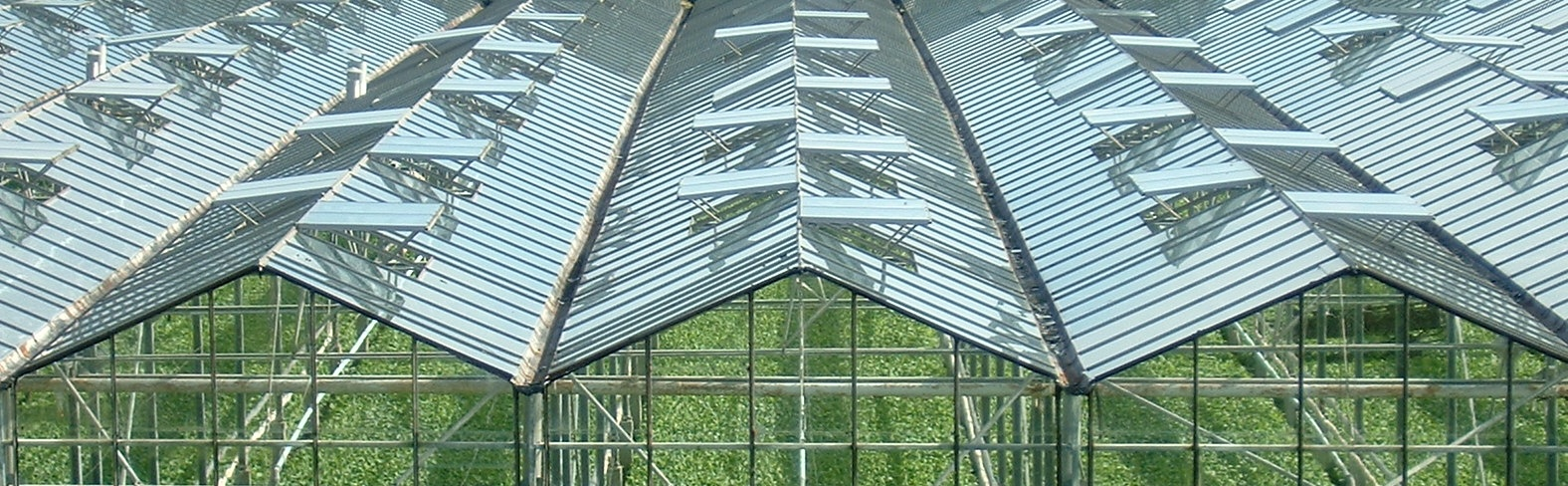
Serre en verre aux Pays-Bas (Westland).

L'agriculture est pratiquée de manière intensive et en partie hors-sol. Elle est fortement mécanisée.
Les Pays-Bas produisent ainsi des légumes, des fruits, des champignons mais aussi des fleurs et arbustes. Les champs de tulipes de toutes les couleurs sont un paysage mondialement connu. Le pays est le deuxième exportateur mondial de produits agricoles et alimentaires au monde, derrière les États-Unis.
La grande activité de l'agriculture néerlandaise reste l'élevage qui occupe près de la moitié des exploitations. En nombre d'exploitations, l'horticulture et le maraîchage occupent le deuxième rang. 
Du fait des engagements environnementaux des gouvernements successifs, en 2022 plusieurs milliers de fermes sont menacées de fermeture.

#### Horticulture et maraîchage
Pas moins de 7 % de la surface agricole utile des Pays-Bas est consacrée à la culture de fleurs ornementales. Une large portion de ces productions est installée sous serre. Au Pays-Bas, la culture de la rose nécessite 7 fois plus de pesticides que la culture du maïs.
Les tomates, poivrons et concombres sont les principales productions de légumes. 
La commune de Westland abrite la zone horticole continue sous serres la plus étendue au monde.

#### Industries

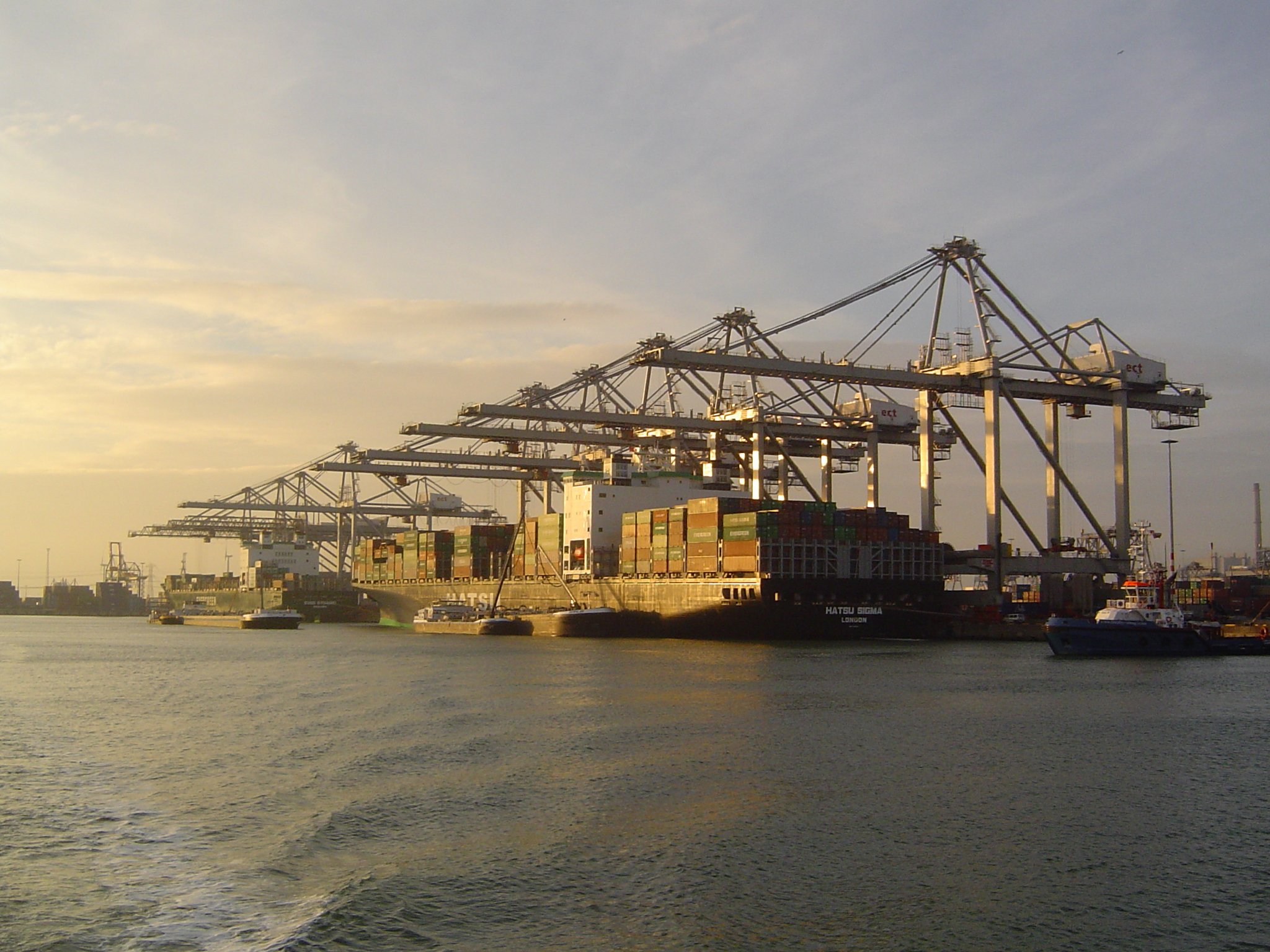
Le port de Rotterdam est le plus grand port d'Europe.

#### Transports

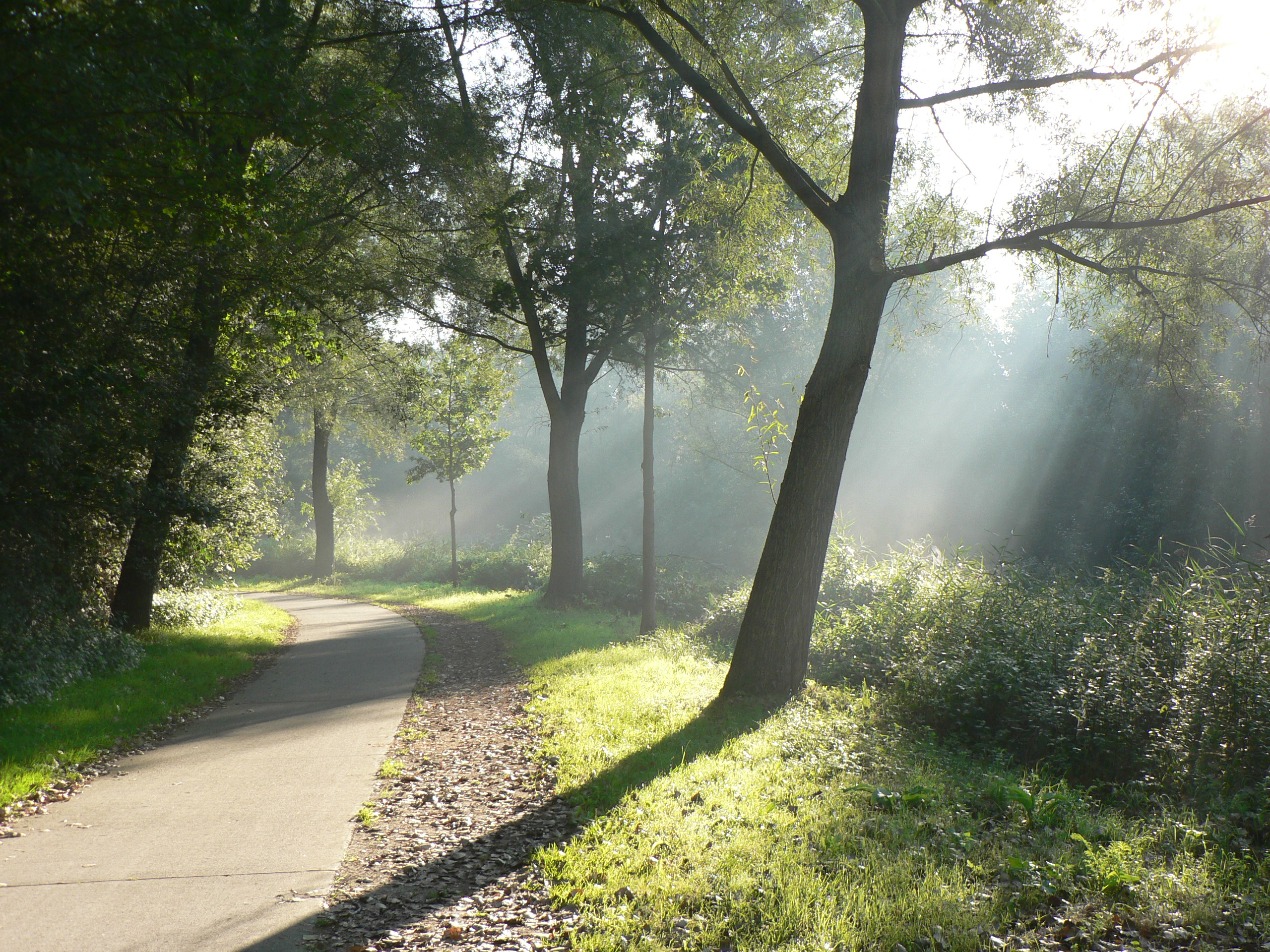
En campagne, le vélo est l'un des moyens de transport les plus utilisés. Ici, une piste cyclable à Diepenbeek.

Le pays comptait, en 2010, environ 8 millions de véhicules. Le réseau autoroutier est très développé, et les embouteillages fréquents. L'étalement urbain a créé une conurbation très étendue qui regroupe Amsterdam, Rotterdam, Utrecht et La Haye, avec une circulation automobile intense.
La pratique du vélo est très répandue. 31 % des habitants utilisent le vélo comme moyen de transport principal, et 44 % des déplacements dans la ville d'Amsterdam se font à vélo. En octobre 2008, la ville nouvelle de Houten, qui compte également 44 % des déplacements de moins de 7,5 km en vélo, a été nommée ville du vélo des Pays-Bas. En 2000, les pistes cyclables occupaient 19 000 km, 9 fois plus que les autoroutes.
Le réseau ferré néerlandais comprend 2 809 km de lignes. Plusieurs villes sont dotées d'un tramway ou assimilé, et/ou d'un métro.
Le pays est parcouru par 5 046 km de voies navigables.

### Pression sur les ressources non renouvelables
Le secteur de l'énergie aux Pays-Bas est historiquement marqué par son gisement de gaz de Groningue, dont l'exploitation a pris fin en octobre 2023.

### Pollutions

#### Émissions de gaz à effet de serre
Les émissions de gaz à effet de serre liées à l'énergie par habitant aux Pays-Bas sont parmi les plus élevées en Europe en 2022, supérieures de 55 % à la moyenne mondiale et de 64 % à celle de la France, mais inférieures de 8 % à celle de l'Allemagne. Elles ont reculé de 35 % depuis 1990 ; le gaz naturel est responsable de 42 % de ces émissions, le pétrole de 36 % et le charbon de 18 %.

#### Pollution de l'air
Plusieurs sites ne respectent pas les normes européennes en matière de qualité de l'air. L'intense activité routière (autoroute, conurbation...) et l'urbanisation conduisent en effet à une pollution importante.

#### Gestion des déchets
Les Pays-Bas sont un des pays d'Europe en surcapacité en termes d'incinération des déchets.

### Impacts de l'urbanisation

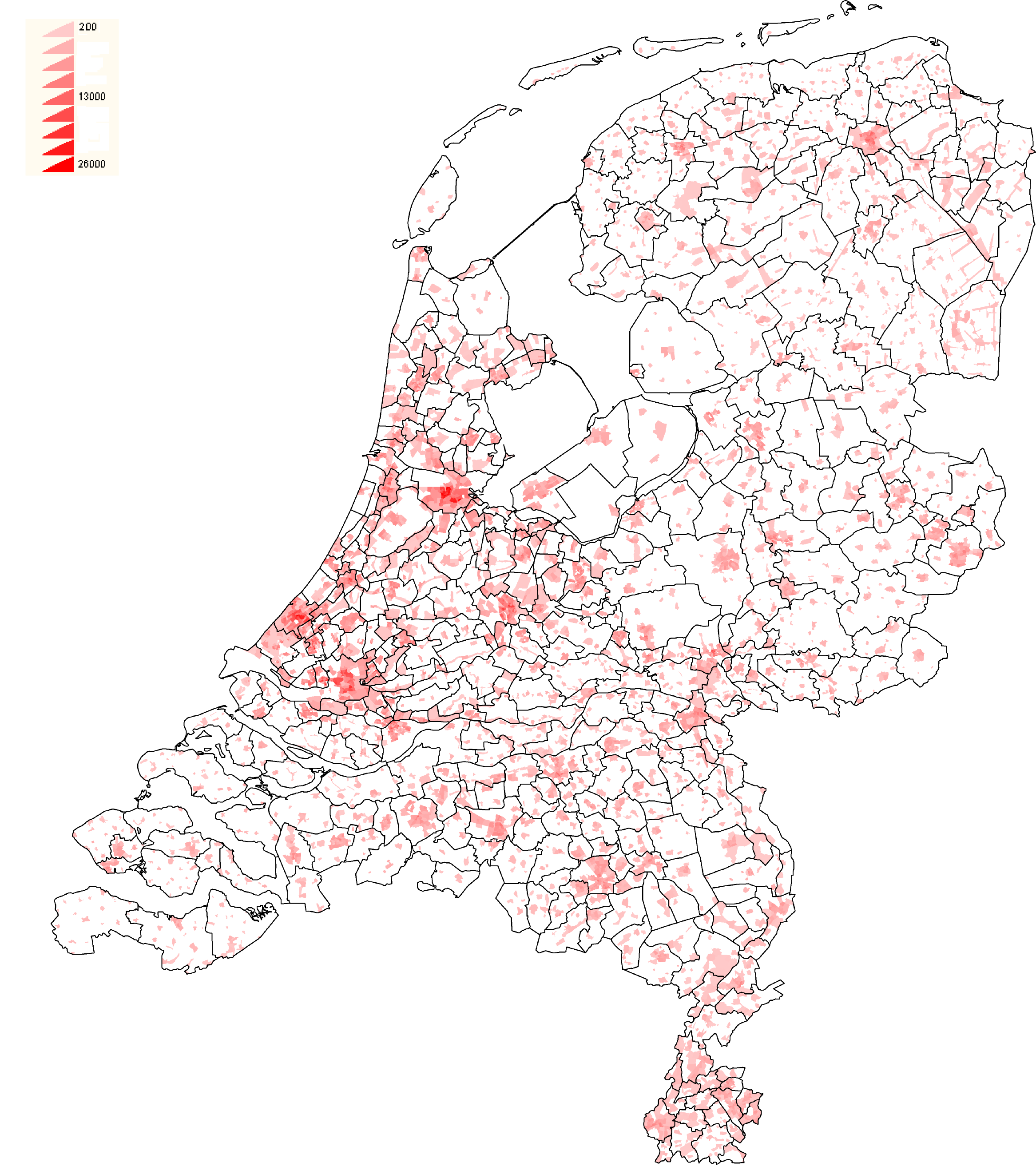
Densité humaine aux Pays-Bas.

Les Pays-Bas sont le deuxième pays le plus artificialisé d'Europe, après Malte, avec plus de 10 % du territoire artificialisé. L'étalement urbain a créé une conurbation très étendue qui regroupe Amsterdam, Rotterdam, Utrecht et La Haye.

## Exposition aux risques
Les Pays-Bas sont exposés à de multiples aléas naturels : avant tout, les inondations et submersions marines, mais aussi les tempêtes, incendies, glissements de terrain...

### Inondations et submersions marines

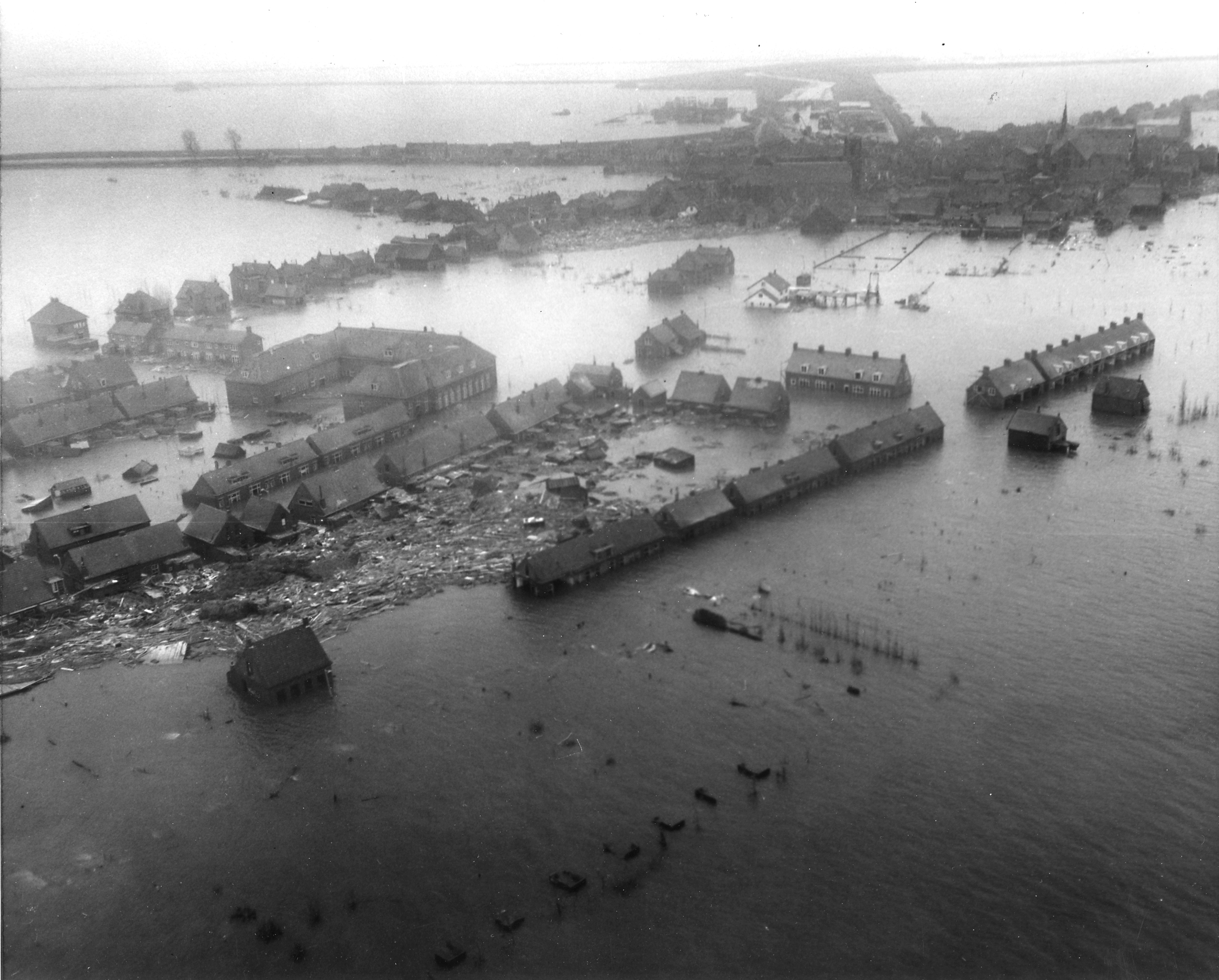
Oude-Tonge Goeree-Overflakkee, en 1953.

Les terres littorales sont pour la plupart protégées par des digues construites au fil de l'histoire du pays en raison des nombreuses catastrophes naturelles liées à l'eau recensées. L'Inondation causée par la mer du Nord en 1953 a causé plus de 1 800 décès et conduit à la construction d'un réseau renforcé de digues, avec un système de pompage important (pompes permanentes et pompes d'urgence).

## Politique environnementale aux Pays-Bas

### Traités internationaux et engagements nationaux
Les Pays-Bas ont signé le protocole de Kyoto et participent à la COP 21.
Un vaste plan écologique lancé en 2008 et dénommé « Nouveau climat d'Amsterdam » vise à réduire de 40 % les émissions de gaz à effet de serre d'ici à 2025, par rapport à leur niveau de 1990.
Le 24 juin 2015, la justice a ordonné à l’État néerlandais de réduire les émissions de gaz à effet de serre dans le pays d’au moins 25 % d’ici à 2020 par rapport à 1990. Ce jugement est décrit comme une première historique pour la justice climatique. Le 20 décembre 2019, la Cour suprême des Pays-Bas a confirmé l'obligation à agir. Elle a fondé sa décision sur la Convention des Nations unies sur le climat, ainsi que sur la Convention européenne des droits de l'homme (CEDH) qui impose aux États parties de protéger la vie et le bien-être de leurs citoyens.

### Politique mise en œuvre

#### Submersion marine
Les digues sont construites pour gérer des risques sur une période décennale pour les plus petites (digues pour l'agriculture...), mais pour une période centennale pour les digues régionales (400 km de digues) et pour une période équivalente à 10 000 ans pour les remparts de digues de 6 m, sur le plan national (couvrant une distance de 150 km). Pour faire face à l'augmentation du niveau de la mer, un ambitieux plan d'aménagement est mis en œuvre, avec digues, augmentation du lit majeur de fleuves, bassins de stockage, reconstruction de fermes en haut de buttes, déconstruction d'habitation en zone littoral, relogement et renaturation...

#### Écoquartiers
L'écoquartier Eva Lanxmeer est une référence européenne.

### Évaluation environnementale globale
En 2015, l'organisation Global Footprint Network (GFN) indique que les Pays-Bas est un des pays ayant le plus grand déficit écologique. La biocapacité par personne s'élève à environ 1,11 hag (hectare global par habitant), l'empreinte écologique par personne à 4,45 hag. C'est notamment le bilan carbone qui est près de trente fois supérieur à la capacité forestière.
Le jour du dépassement (date de l’année, calculée par l'ONG américaine Global Footprint Network, à partir de laquelle l’humanité est supposée avoir consommé l’ensemble des ressources que la planète est capable de régénérer en un an) du pays est le 4 mai. Les Pays-Bas sont l'un des pays dont la consommation dépasse le plus les capacités de la planète.